# كيث هوليوك
السير كيث جاكا هوليوك (بالإنجليزية: Sir Keith Jacka Holyoake) ، الحاصل على رتبة فارس الرباط، وسام القديس ميخائيل والقديس جرجس، وسام رفقاء الشرف، وسام خدمة الملكة، وسام القديس يوحنا، عضو في المجلس الخاص للملكة المتحدة (11 فبراير 1904 – 8 ديسمبر 1983) كان رئيس وزراء نيوزيلندا السادس والعشرين، خدم لفترة قصيرة في عام 1957 ثم في الفترة منذ 1960 حتى 1972، وكذلك الحاكم العام الثالث عشر لنيوزيلندا منذ 1977 حتى 1980. وهو السياسي الوحيد الذي شغل هذين المنصبين في نيوزيلندا حتى الآن.
ولد هوليوك بالقرب من باهياتوا في مقاطعة وايرارابا. ترك التعليم الرسمي في سن الثانية عشرة للمساعدة في مزرعة الأسرة. وقبل أن يدخل عالم السياسة، كان نشطًا في العديد من الجمعيات الزراعية المحلية. انتُخب هوليوك للبرلمان لأول مرة في عام 1932 ممثلًا حزب الإصلاح المحافظ. لعب دورًا أساسيًا في تشكيل الحزب الوطني في عام 1936. وقد خسر مقعده بعد عامين ولكنه خُصص لمقعد باهياتوا المضمون الذي شغله منذ عام 1943. بعد أول فوز انتخابي للحزب الوطني، دخل هوليوك مجلس الوزراء عام 1949. وفي عام 1954، عُين النائب الأول لرئيس وزراء نيوزيلندا سيدني هولاند. تولى هوليوك رئاسة الحزب الوطني وأصبح رئيس الوزراء قبل شهرين من انتخابات عام 1957 بعد استقالة هولاند لأسباب صحية. وبعد تعرضه للهزيمة في الانتخابات خدم كزعيم للمعارضة لمدة ثلاث سنوات قبل عودة الحزب الوطني للسلطة في عام 1960.
أعادت حكومة هوليوك صياغة القانون الجنائي، من خلال إقرار قانون الجرائم لعام 1961. وكان إلغاء عقوبة الإعدام من بين السمات الرئيسية لهذا القانون، ومع ذلك صوّت عشرة نواب فقط من الحزب الوطني لصالح إلغائه. ومن بين العديد من الإصلاحات المحافظة، قدمت حكومته شكلاً من أشكال «النقابية الطوعية». وفي السياسة الخارجية، أيد هوليوك الولايات المتحدة وأرسل قواته إلى فيتنام. قاد هوليوك حزبه إلى أربعة انتصارات انتخابية متتالية (ولم يتجاوزه أحد منذ ذلك الحين). وفي عام 1972 استقال من منصبه كرئيس للوزراء لتسهيل خلافة نائبه وصديقه جاك مارشال.
ففي عام 1977، عينت الحكومة الوطنية هوليوك حاكماً عامًا تحت قيادة روبرت مولدون، الأمر الذي أثار جدلًا مع مناداة المعارضين بأن أي سياسي سابق لا يحق له أن يشغل منصبًا غير حزبي. وكانت مدة ولاية هوليوك محددة بثلاث سنوات، وليس الخمس سنوات العادية. وفي عام 1980، تقلّد رتبة فارس الرباط، وهي رتبة شرف نادرة.
وحتى يومنا هذا يُعتبر هوليوك ثالث أطول رئيس وزراء نيوزيلندى خدمةً (قُرابة 12 عامًا), ولم يتجاوزه سوى ريتشارد سيدون الذي خدم 13 عامًا, وويليام ماسى الذي خدم قرابة 13 عامًا. كان أول رئيس وزراء ممّن وُلدوا في القرن العشرين. وكان هوليوك معروفًا بأسلوبه الدبلوماسي وصوته الرخيم. عُرِف أيضًا فخرًا (أو هزءًا) باسم كيوي كيث، وهو اسم أُطلق عليه في الطفولة لتمييزه عن قريب أسترالي بنفس الاسم.